# Auaesuve
Auaesuve ist ein 2005 gegründetes Funeral- und Drone-Doom-Projekt.

## Geschichte
Auaesuve wurde 2005 von dem damals vierzehnjährigen Julius S. L. Clark als Soloprojekt initiiert, nachdem sich eine zuvor mit Freunden unterhaltene Band auflöste. Den Namen führt er auf einen von ihm erdachten Geschichtenzyklus zurück, in dem Auaesuve als ein mysteriöser verbindender Bestandteil zwischen den Elementen und Wesenheiten in der Geschichte fungieren sollte. Mit der Entstehung von unterschiedlichen Musikprojekten, die alle auf die stilistische Entwicklung von Auaesuve zurückzuführen sind, kombinierte er den erdachten Mythos mit dem persönlichen Ausdruck über Musik.
Auaesuve debütierte 2005 mit dem Demo Deceased Earth. Das Demo begann als Kurzgeschichte, die Clark verfasste, während er Tides of Awakening von Tyranny hörte. Die Aufnahmen veröffentlichte Clark in geringer Auflage und versendete sie an Freunde und Bekannte. Das Demo gilt als verschollen. Ausgehend von dieser Demoaufnahme entwickelte Clark seinen Stil weiter. Nachkommende Alben und EPs veröffentlichte er in Kooperation mit Labeln wie Beautiful Doomsday Productions, einem Subunternehmen des chinesischen Labels Funeral Moonlight Productions, dem belgischen Unternehmen Bone Structure und Gris Records, einem Subunternehmen des ukrainischen Labels Boyanov Gimn Publishing. Die Rezeption der Veröffentlichungen von Auaesuve blieb gering, aber fiel stetig positiv aus. So wurde das Album Languished Aeons in Ruins vom Webzine Metal.de als ein „beeindruckendes Kleinod“ gelobt und Displaced and Uncharted für das Fanzine A Dead Spot of Light als „besser durchdachte Variante der Veröffentlichungen von Until Death Overtakes Me“ besprochen.

## Stil
Selbst bezeichnet Clark die mit Auaesuve gespielte Musik als „Ambient Funeral Doom“. Eine solche Einordnung wird in der für das Fanzine A Dead Spot of Light zu Displaced and Uncharted verfassten Rezension bestätigt. Das Webzine Doom-Metal.com beschreibt den von Auaesuve präsentierten Stil hingegen als „mäjestätischen Funeral Doom in der Tradition von Tyranny, allerdings mit langen Ambient-Passagen.“ Für Metal.de wird die Musik als „Brückenschlag zwischen Dark Ambient, Drone und gemäßigtem Noise“ kategorisiert und mit jener von Nortt verglichen. Dem Fanzine A Dead Spot of Light zufolge begann Auaesuve als Ambient-Projekt und entwickelte sich über Neofolk und Drone Doom zum Funeral Doom. In der für das Fanzine verfassten Rezension werden Vergleiche zu Until Death Overtakes Me, Remembrance und Sunn O))) bemüht.

„Leise Stimmen flüstern aus den Gräbern der Geschichte und verirrte Orgelmelodien ziehen an uns vorbei. Wie ein drohender Schatten, eine ständig lauernde Gefahr ertönt ein tiefes, teils hämmerndes Brummen, ein basslastiges Wabern, dass die Luft erzittern lässt und sich vehement in den ganzen Körper zu drücken versucht.“

## Diskografie
- 2006: Deceased Earth (Demo, Selbstverlag)
- 2007: Languished Aeons in Ruins (Album, Beautiful Doomsday Productions)
- 2007: Obelisk (EP, Bone Structure)
- 2009: Akashic Sands of the Past (Download-EP, Selbstverlag)
- 2010: Displaced and Uncharted (Album, Gris Records)